# Melsungen
Melsungen est une ville de l'arrondissement de Schwalm-Eder, dans le land de la Hesse en Allemagne. Elle est située à 22 km au sud de Cassel et à 32 km au nord-ouest de Bad Hersfeld.

## Jumelage
Melsungen est jumelée avec les villes suivantes :
- Dreux (France)
- Evesham (Royaume-Uni)
- Todi (Italie)
- Koudougou (Burkina Faso)
- Bad Liebenstein (Allemagne)

## Principales curiosités de la ville

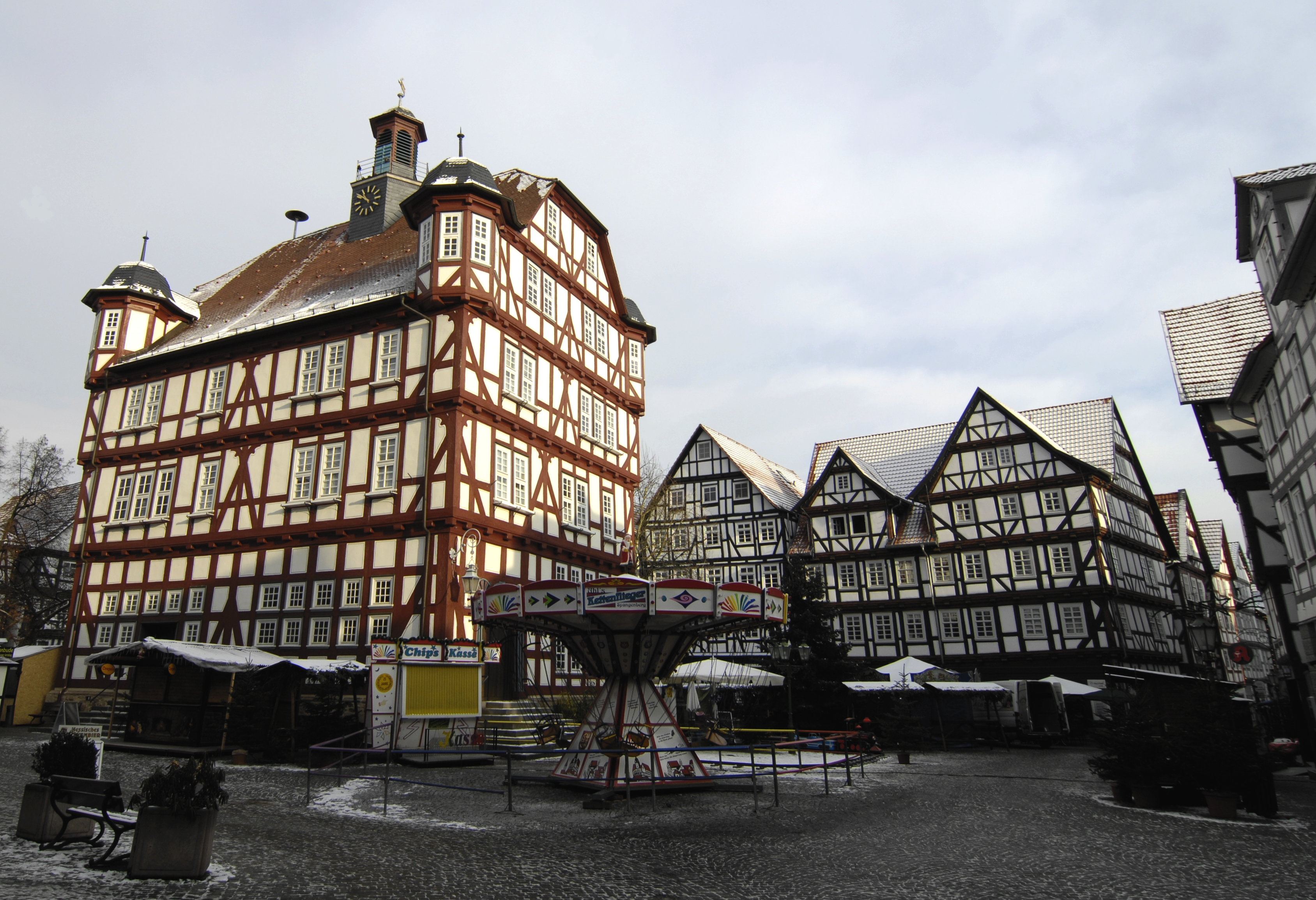
Mairie de Melsungen
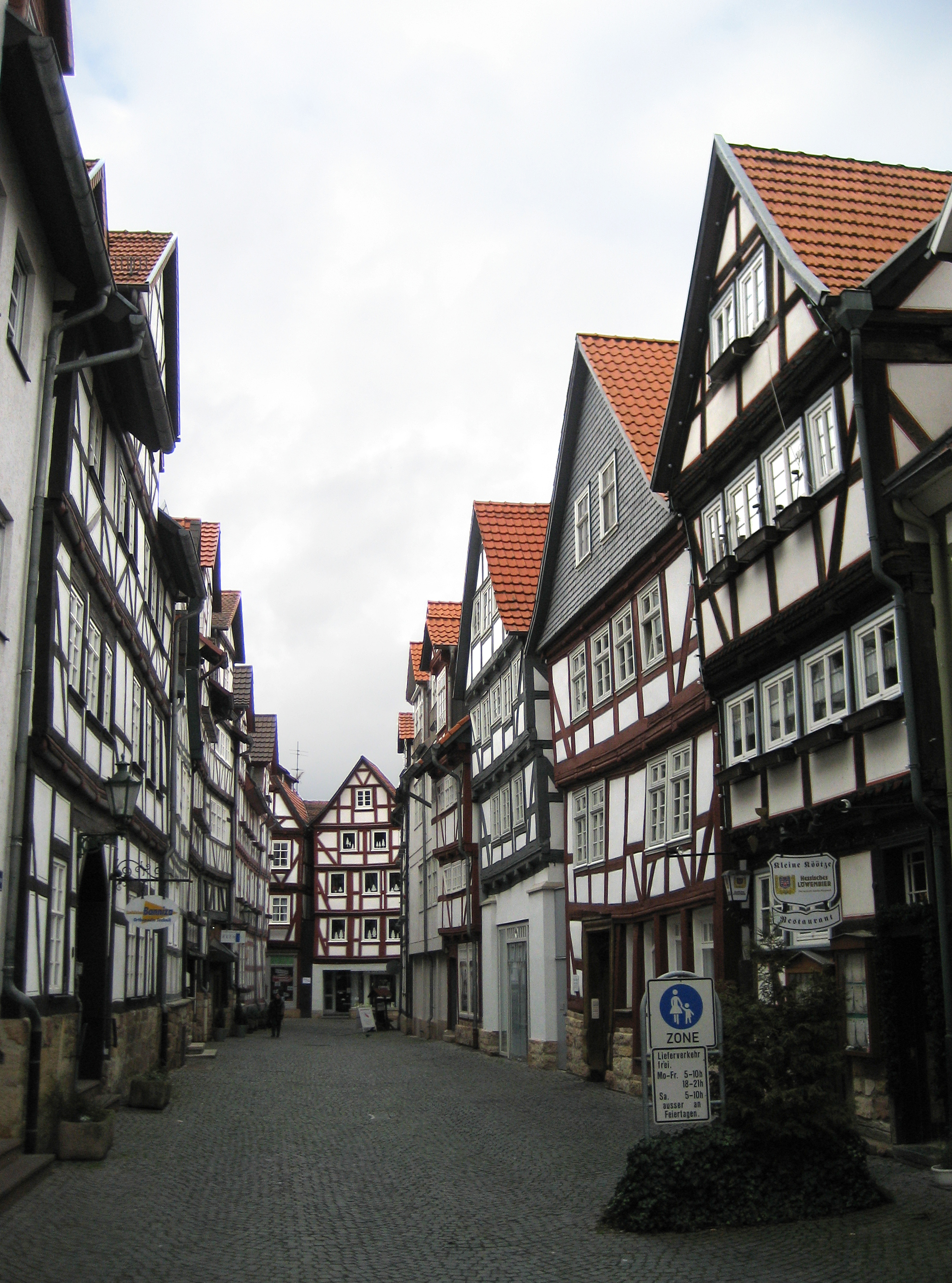
Maisons à colombages dans la vieille ville
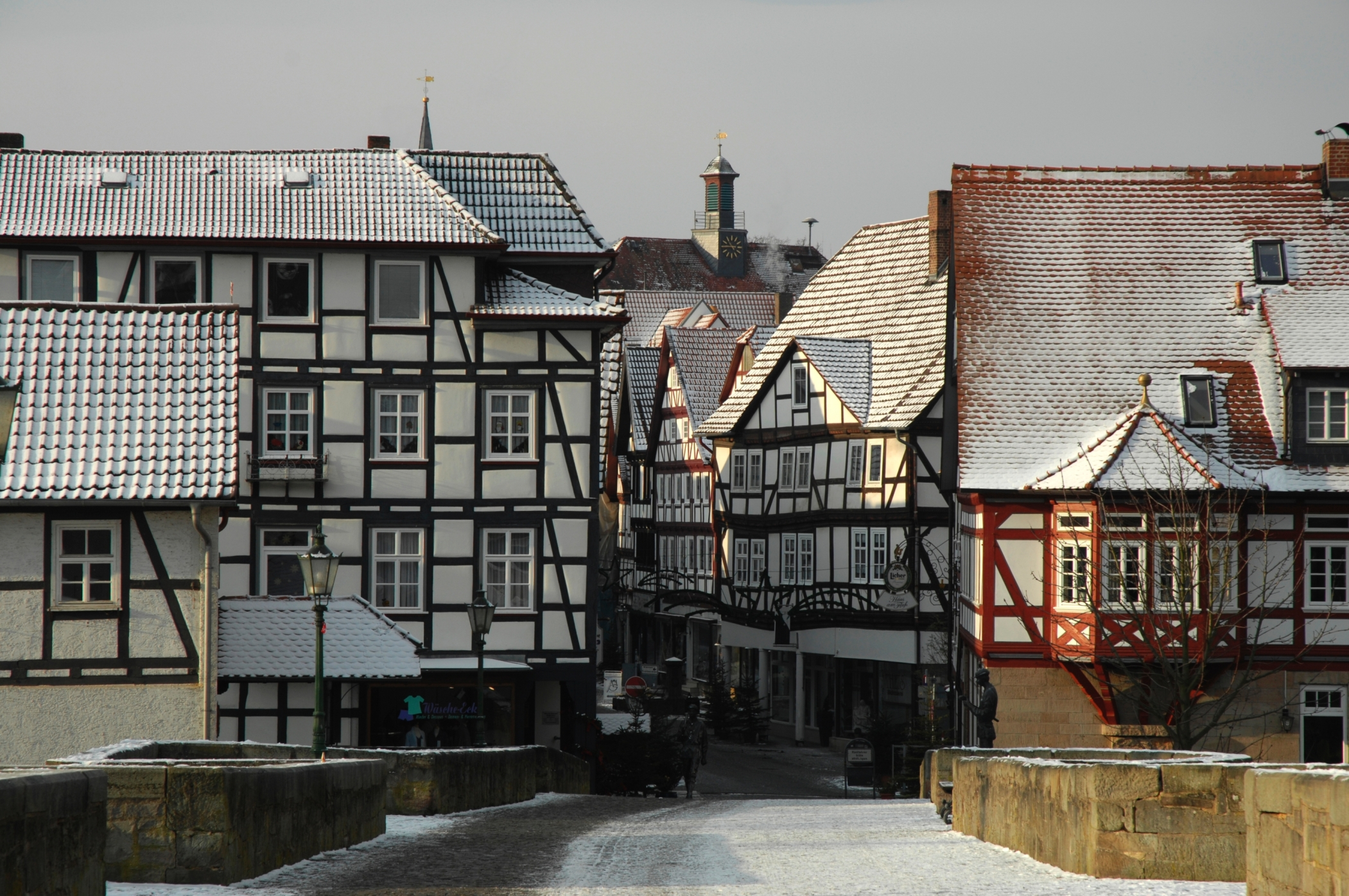
L'entrée est de la vieille ville vue du vieux pont appelé pont des "Bartenwetzer"
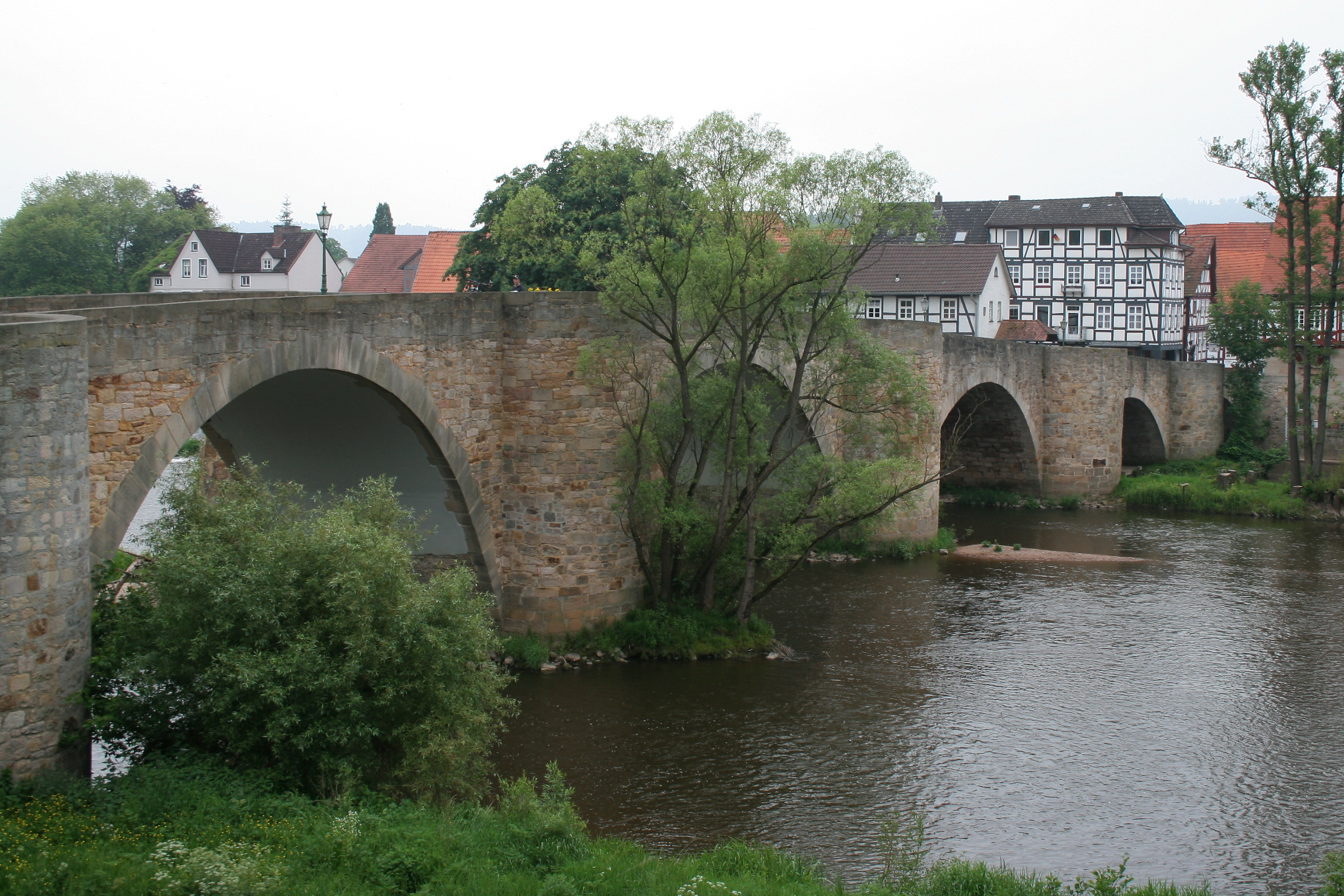
Le vieux pont sur la Fulda dénommé pont des « Bartenwetzer » à l’entrée est de la vieille ville.
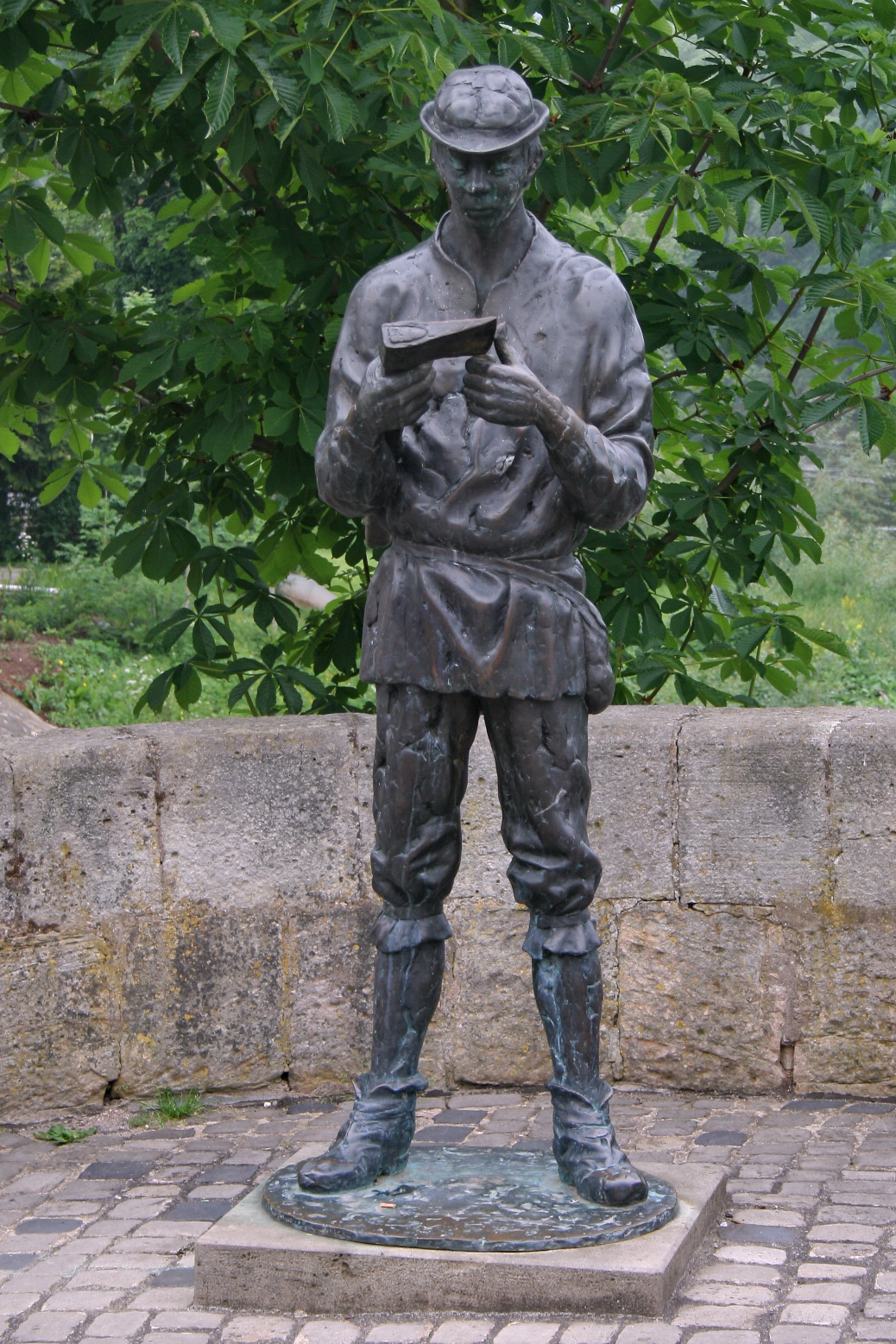
Plastique du bûcheron « Bartenwetzer » signifiant « affûteur de hache » le surnom des résidents de Melsungen
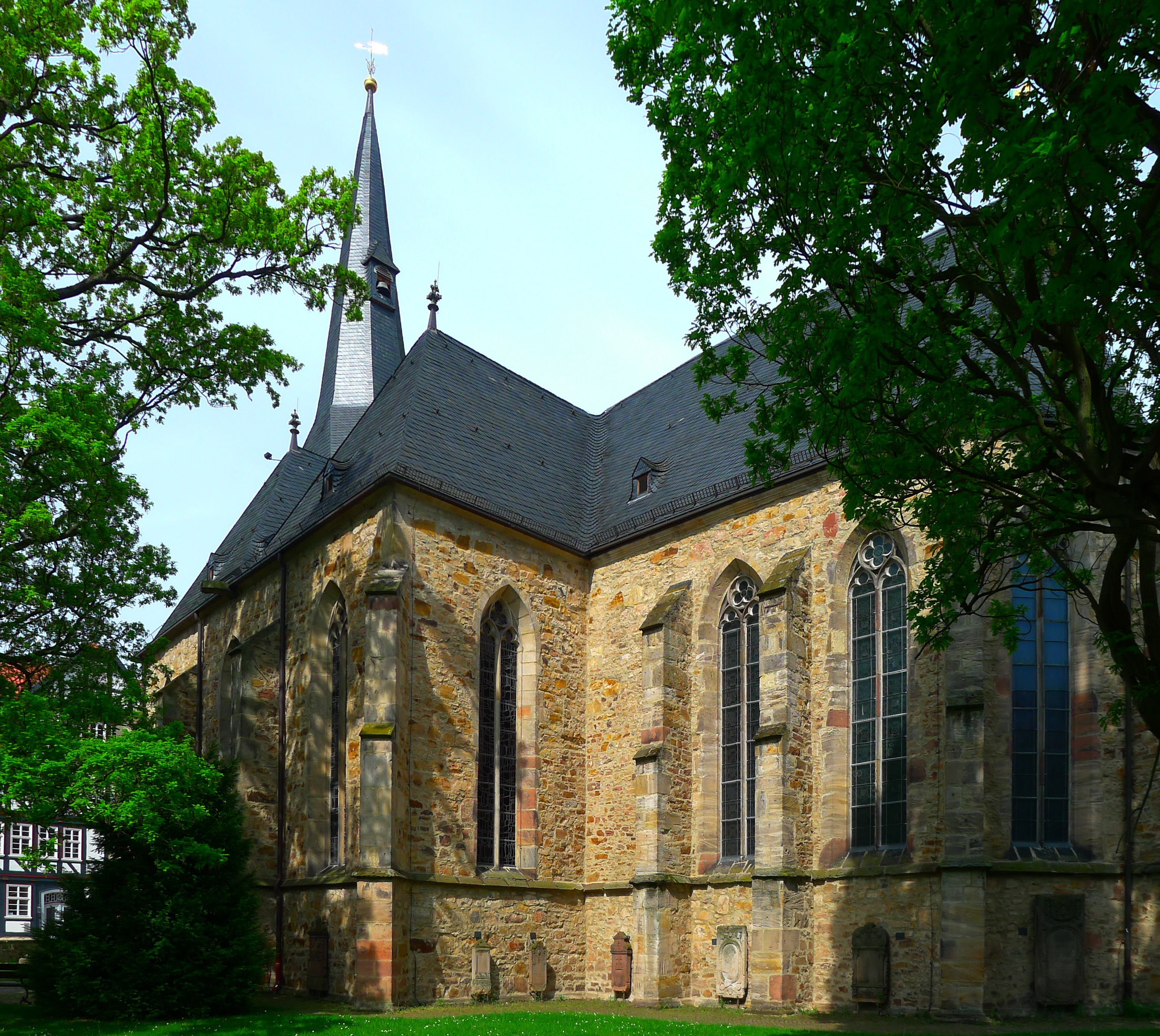
Église de Melsungen vue du chœur gothique
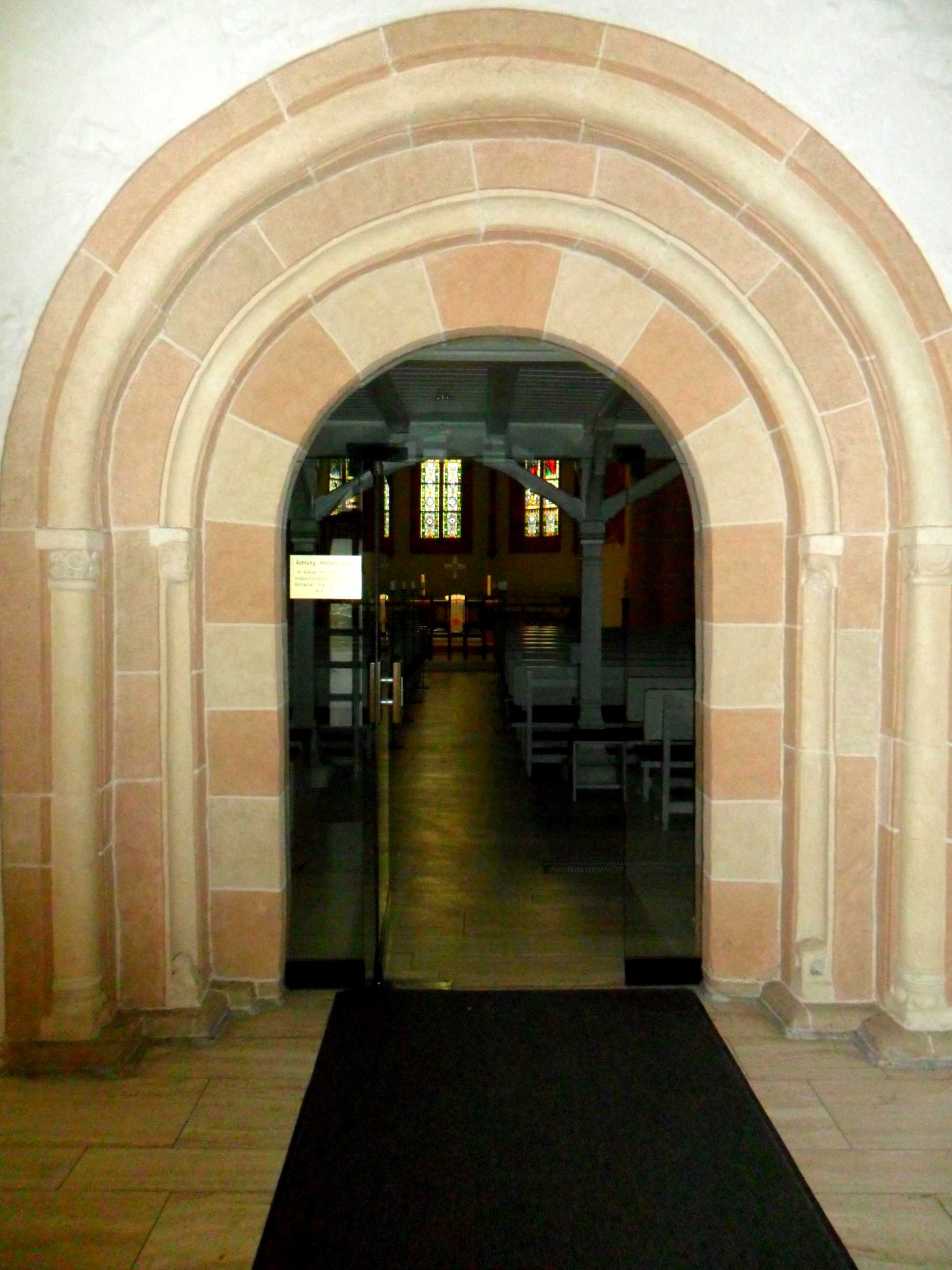
Entrée principale de l’église de Melsungen dans son clocher roman
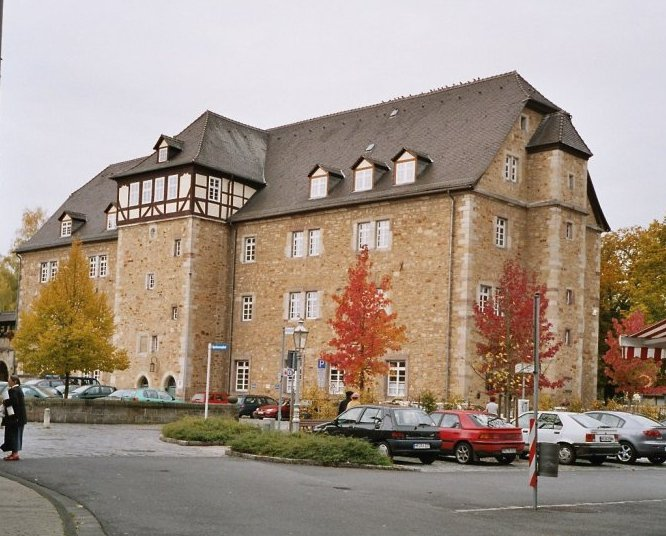
Château de Melsungen

## Personnalités liées à la ville
- Gerhard Krüger (1933-2013), informaticien né à Melsungen.
- Leonard Nelson (1882–1927), Fondateur de l'école Walkemühle
- Tina Sauerländer (1981-), curatrice et autrice, grandit à Melsungen
- Reinhard Selten (1930–2016), économiste
- Minna Specht (1879–1961), pédagogue, directrice de l'école Walkemühe